# Núi Greylock
Núi Greylock là một ngọn núi nằm ở phía Tây Bắc của Massachusetts, tại phía Tây thị trấn Adams và là một phần của dãy núi Taconic. Nó cao khoảng 3.489 foot (tương đương 1.063 m) và có đỉnh cao nhất trong tiểu bang, được ước tính chừng 1,5 dặm để đi được trong một giờ. Ở đây bao gồm nhiều đường mòn và đường đi bộ dài lên núi, đường gần và dễ nhất chính là đường Chashire Harbor.